# Adivar
Adivar est un cratère de 30 km de diamètre situé sur Vénus. Il a été nommé en l'honneur du pilote et écrivain turc Halide Edip Adıvar. Le cratère est situé juste au nord de la montagne occidentale Aphrodite (9 degrés de latitude nord, 76 degrés de longitude est). Autour du bord du cratère, se trouvent des matériaux éjectés qui apparaissent brillants sur l'image radar (ci-contre) en raison de la présence de roches fracturées rugueuses. Les matériaux apparaissant brillants sur le radar s'étendent sur plus de 500 kilomètres à travers les plaines environnantes de Vénus. Des traînées paraboloïdales sombres (c'est-à-dire des roches lisses) ont été observées autour de cratères sur des images antérieures prise par la sonde spatiale Magellan; Ces trainées seraient le résultat supposé de l'interaction des matériaux du cratère avec des vents atmosphériques à forte vitesse. 